# 西尾典文
西尾 典文（にしお のりふみ、1979年 - ）は、愛知県出身のスポーツジャーナリスト。
主にアマチュア野球、プロ野球を中心に取材を行っている。

## 来歴
1979年生まれ（1976年とするものもある）。野球は7歳からはじめ、大学まで野球部に所属し選手としてプレーをした。
三重大学教育学部を卒業後、筑波大学大学院に進学。進学した体育研究科（現在の人間科学研究科体育学専攻）ではコーチ学を専攻し、野球の動作についての研究を行う。そのかたわらで、アマチュア野球のスポーツライターとしての活動を開始する。
2004年、新卒で株式会社ネクスト（現在の株式会社LIFULL）に入社。「Home's」などの不動産関係の仕事に従事する。その後、社内の新規事業提案制度「Switch」にてスポーツ選手の発掘事業を提案し、優秀賞を受賞する。
2015年、上記のスポーツ選手の発掘事業を発展させる形で、株式会社Lifull Scouting（株式会社ネクストの100%子会社）を設立。代表取締役社長に就任する。
2017年、株式会社Lifull Scoutingを清算する。以後は楽天LIFULL STAY株式会社に出向し、観光関係の仕事に携わる。
同年、スカイAのドラフト会議中継に小関順二と共に解説として出演。以後、会社勤めと並行しながら、アマチュア野球の専門家としてメディアに多数出演するようになる。
2020年、40歳を目前に株式会社LIFULLを退社。以後フリーランスとしてスポーツライターとしての活動を行っている。

## 人物
既婚者で、2児の父。